# Trichomma politum
Trichomma politum är en stekelart som beskrevs av Dasch 1984. Trichomma politum ingår i släktet Trichomma och familjen brokparasitsteklar. Inga underarter finns listade i Catalogue of Life.